# Zender Brussel

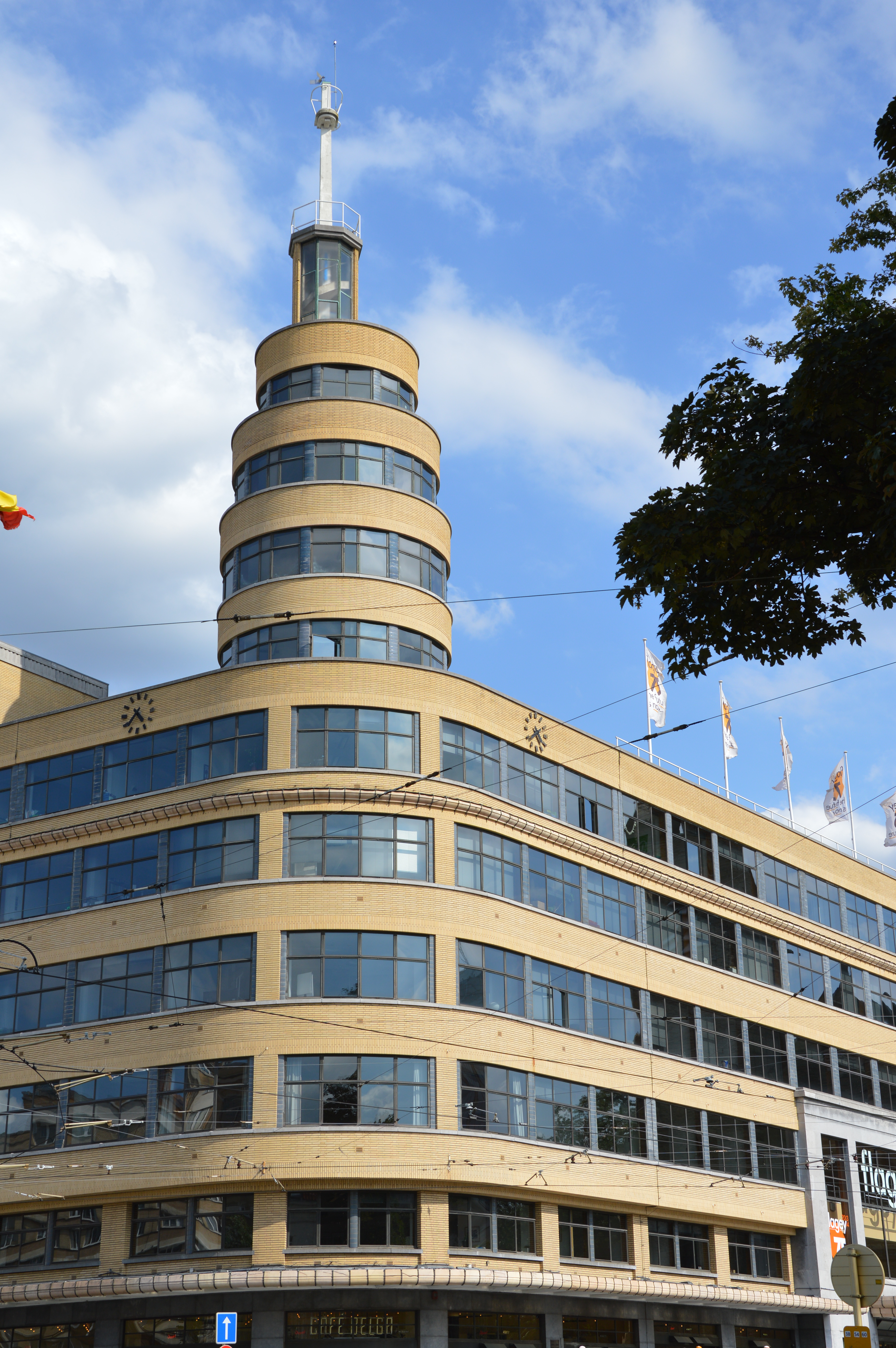
Flageygebouw, het omroepgebouw van de NIR aan het Flageyplein

Zender Brussel was tussen 1940 en de bevrijding in september 1944 een Nederlandstalige radiozender, die tijdens de Tweede Wereldoorlog fungeerde als een propagandakanaal voor het nationaalsocialistische gedachtegoed in België. "Radio Bruxelles" was de Franstalige tegenhanger.
Zender Brussel is ontstaan toen bij verordening van militair bevelhebber Alexander von Falkenhausen op 31 juli 1940 het Nationaal Instituut voor de Radio-omroep (NIR) ophield te bestaan. Omdat ze meenden dat dit met instemming van minister Antoine Delfosse gebeurde, traden ongeveer 600 oud-medewerkers van de NIR in dienst bij Zender Brussel. De zender was gevestigd in het Flageygebouw, het omroepgebouw van de NIR aan het Flageyplein in Brussel. Op 28 mei 1940 was men al begonnen met uitzenden onder de naam "Sender Brüssel".
Voor het eind van het jaar kwam de nadruk op het culturele aspect te liggen, waar eerst voornamelijk de actualiteit de hoofdtoon voerde. In de daar op volgende jaren werd de inhoud, door druk van bovenaf, meer en meer nationaalsocialistisch. Gedurende vier jaar zonden Zender Brussel en Radio Bruxelles nieuwsbulletins uit, doortrokken van het nationaalsocialistisch gedachtegoed, en doorspekt met berichten tegen zowel de Joden, als tegen de bolsjewieken en de geallieerden. Maar er werden ook sketches uitgezonden, berichten van gevangenen en muziek van Édith Piaf en Maurice Chevalier.
Dit ging zelfs zo ver dat algemeen directeur Wies Moens, die in het begin nog de drijvende kracht was, in 1943 opstapte. Op 1 januari 1944 werd dirigent Paul Douliez, lid van de SS en de Waffen-SS, de nieuwe directeur van Zender Brussel.
Op 3 september 1944 werd Brussel door de geallieerden bevrijd, waarna op 9 september minister Julius Hoste namens de regering-Pierlot V een toespraak hield. Na de oorlog werden alle (nog niet gevluchte) werknemers opgepakt en in 1947 in de zogenaamde "Zender Brussel-zaak" aangeklaagd voor collaboratie;
De krijgsraad oordeelde over 79 beschuldigden en spreekt 13 ter dood veroordelingen uit. Op administratief niveau werden zuiveringscommissies belast met de evaluatie van de burgerzin van het personeel van het NIR onder de bezetting. Er waren meer dan 500 journalisten, omroepers, muzikanten, acteurs, technici en stenotypistes die zich moesten verantwoorden. Eén vijfde werd definitief uitgesloten. Verschillende anderen kregen een blaam of worden tijdelijk geschorst. Honderden artiesten krijgen het label ‘niet geschikt voor uitzending’ en hun platen belanden bij het afval.

## Medewerkers
Een selectie van medewerkers van Zender Brussel:
- Bob Van Bael, presentator
- Gaston Feremans, directeur muziekdiensten
- Ast Fonteyne, afdeling drama/voordracht poëzie
- Edmond de Goeyse, administratief directeur
- Renaat Grassin, presentatie radiocabaretprogramma
- Ferdinand Vercnocke, presentator rubriek Politiek en Gemeenschap